# Wspólnota administracyjna Bad Lausick
Wspólnota administracyjna Bad Lausick (niem. Verwaltungsgemeinschaft Bad Lausick) – wspólnota administracyjna w Niemczech, w kraju związkowym Saksonia, w okręgu administracyjnym Lipsk, w powiecie Lipsk. Siedziba wspólnoty znajduje się w mieście Bad Lausick.
Wspólnota administracyjna zrzesza jedną gminę miejską oraz jedną gminę wiejską: 
- Bad Lausick
- Otterwisch